# Fórnous
Fournols és un municipi francès situat al departament del Puèi Domat i a la regió d'Alvèrnia-Roine-Alps. L'any 2007 tenia 399 habitants.

## Demografia

### Població
El 2007 la població de fet de Fournols era de 399 persones. Hi havia 172 famílies de les quals 57 eren unipersonals (23 homes vivint sols i 34 dones vivint soles), 61 parelles sense fills, 31 parelles amb fills i 23 famílies monoparentals amb fills.
La població ha evolucionat segons el següent gràfic:
Habitants censats

### Habitatges
El 2007 hi havia 397 habitatges, 177 eren l'habitatge principal de la família, 185 eren segones residències i 36 estaven desocupats. 342 eren cases i 48 eren apartaments. Dels 177 habitatges principals, 136 estaven ocupats pels seus propietaris, 34 estaven llogats i ocupats pels llogaters i 6 estaven cedits a títol gratuït; 1 tenia una cambra, 2 en tenien dues, 46 en tenien tres, 34 en tenien quatre i 94 en tenien cinc o més. 106 habitatges disposaven pel capbaix d'una plaça de pàrquing. A 90 habitatges hi havia un automòbil i a 60 n'hi havia dos o més.

### Piràmide de població
La piràmide de població per edats i sexe el 2009 era:
| Homes | Edats   | Dones |
| ----- | ------- | ----- |
| 0     | 95 o +  | 0     |
| 0     | 90 a 94 | 0     |
| 4     | 85 a 89 | 4     |
| 16    | 80 a 84 | 4     |
| 4     | 75 a 79 | 24    |
| 12    | 70 a 74 | 8     |
| 4     | 65 a 69 | 16    |
| 24    | 60 a 64 | 16    |
| 8     | 55 a 59 | 4     |
| 20    | 50 a 54 | 16    |
| 16    | 45 a 49 | 8     |
| 12    | 40 a 44 | 12    |
| 12    | 35 a 39 | 24    |
| 4     | 30 a 34 | 24    |
| 4     | 25 a 29 | 8     |
| 0     | 20 a 24 | 8     |
| 24    | 15 a 19 | 8     |
| 16    | 10 a 14 | 16    |
| 12    | 5 a 9   | 4     |
| 8     | 0 a 4   | 8     |

## Economia
El 2007 la població en edat de treballar era de 229 persones, 158 eren actives i 71 eren inactives. De les 158 persones actives 133 estaven ocupades (78 homes i 55 dones) i 23 estaven aturades (13 homes i 10 dones). De les 71 persones inactives 26 estaven jubilades, 11 estaven estudiant i 34 estaven classificades com a «altres inactius».

### Ingressos
El 2009 a Fournols hi havia 171 unitats fiscals que integraven 346 persones, la mediana anual d'ingressos fiscals per persona era de 14.166 €.

### Activitats econòmiques
Dels 20 establiments que hi havia el 2007, 2 eren d'empreses alimentàries, 1 d'una empresa de fabricació d'altres productes industrials, 3 d'empreses de construcció, 1 d'una empresa de comerç i reparació d'automòbils, 2 d'empreses de transport, 4 d'empreses d'hostatgeria i restauració, 1 d'una empresa financera, 1 d'una empresa de serveis, 2 d'entitats de l'administració pública i 3 d'empreses classificades com a «altres activitats de serveis».
Dels 8 establiments de servei als particulars que hi havia el 2009, 1 era una oficina de correu, 1 paleta, 1 fusteria, 1 electricista, 1 perruqueria i 3 restaurants.
Dels 2 establiments comercials que hi havia el 2009, 1 era una botiga de més de 120 m² i 1 una fleca.
L'any 2000 a Fournols hi havia 9 explotacions agrícoles.

## Equipaments sanitaris i escolars
El 2009 hi havia una escola elemental.

## Poblacions més properes
El següent diagrama mostra les poblacions més properes.